# Mike Kellin
Mike Kellin (nacido Myron Kellin, 26 de abril de 1922 – 26 de agosto de 1983) fue un actor estadounidense.

## Primeros años
Kellin nació en Hartford, Connecticut, hijo de Sophia y Samuel Kellin, inmigrantes judíos rusos. Su hermana menor, Shirley Ann Kellin (nacida el 14 de agosto de 1927), murió en el incendio del circo de Hartford en 1944. Fue educado en la Universidad de Boston y en el Trinity College de Hartford. Sirvió en la Marina como teniente comandante durante la Segunda Guerra Mundial y, después de la guerra, estudió actuación y dramaturgia en la Escuela de Drama de Yale.

## Carrera
Kellin hizo su debut en Broadway en 1949 en At War with the Army y repitió su papel en la versión cinematográfica de 1950 con Dean Martin y Jerry Lewis. Trabajó en unas 50 obras y ganó un premio Obie por su trabajo en American Buffalo y obtuvo una nominación al Tony en 1956 por su actuación en el musical Pipe Dream.
En 1956, contribuyó con la canción preserven el parque elysian a una manifestación en apoyo al Elysian Park. Pete Seeger grabó esta canción en 1965 para este álbum God Bless the Grass.
Kellin apareció tanto en la versión cinematográfica de The Wackiest Ship in the Army (1960) como en la serie de televisión de 1965-1966 basada en la película en el mismo papel.
En 1966, Kellin apareció en un episodio de Perdidos en el espacio, titulado "The Deadly Games of Gamma 6", como Myko. Más tarde, en 1966, interpretó el papel principal de "Chad Timpson", un forajido reformado que protege a su hermano desafiado, en "Moonstone" (S12E13) de la serie de televisión occidental Gunsmoke. También apareció en un episodio de The Twilight Zone, titulado "The Thirty Fathom Grave", y como un sureño en el episodio "Night Of The Owl" de Alfred Hitchcock presenta.

## Vida personal y muerte.
Kellin se casó con Nina Caiserman en 1952. La pareja adoptó una hija antes de la muerte de Nina en 1963. En 1966, Kellin se casó con la actriz Sally Moffat, hija de la actriz Sylvia Field. Kellin participó activamente en la Fortune Society, un grupo de derechos de los prisioneros. Murió el 26 de agosto de 1983 de cáncer de pulmón en Nyack, Nueva York, a la edad de 61 años. Su entierro fue en el cementerio de la Sinagoga Emanuel en Wethersfield, Connecticut.

## Créditos escénicos (parciales)
- El rey Lear (1982) como El rey Lear
- Are You Now or Have You Ever Been (1979) como Lionel Stander
- The Ritz (1975) como Carmine Vespucci
- La extraña pareja (1966) como Oscar Madison
- Madre Coraje y sus hijos (1963) como Cook
- El rinoceronte (1961) como Dribble
- God and Kate Murphy (1959) como Sean Murphy
- Pipe Dream (1955) como Hazel
- Ankles Aweigh (1955) como Joe Mancinni
- The Emperor's Clothes (1953) como Segundo hermano Rottenbiller
- Stalag 17 (1951) como Stosh
- The Bird Cage (1950) como Frank
- At War with the Army (1950) como McVay

## Créditos cinematográficos
- So Young So Bad (1950) como Operador de carrusel (sin acreditar)
- At War with the Army (1950) como McVey
- Hurricane Smith (1952) como Dicer
- Lonelyhearts (1958) como Frank Goldsmith
- The Wonderful Country (1959) como Pancho Gil
- The Mountain Road (1960) como Prince
- The Wackiest Ship in the Army (1960) como Mate MacCarthy
- The Great Impostor (1961) como Clifford Thompson
- Hell Is for Heroes (1962) como Kolinsky
- Invitation to a Gunfighter (1964) como Blind Union Vet
- Banning (1967) como Harry Kalielle
- The Incident (1967) como Harry Purvis
- The Boston Strangler (1968) como Julian Soshnick
- Riot (1969) como Bugsy
- The Maltese Bippy (1969) (sin acreditar)
- The Phynx (1970) como Bogey
- The People Next Door (1970) como Dr. Margolin
- Cover Me Babe (1970) como El abandonado
- Fools' Parade (1971) como Steve Mystic
- The Last Porno Flick (1974) como Boris
- Freebie and the Bean (1974) como Rosen
- Next Stop, Greenwich Village (1976) como Ben Lapinsky
- God Told Me To (1976) como Comisionado adjunto
- Midnight Express (1978) como Sr. Hayes
- Girlfriends (1978) como Abe
- On the Yard (1978) como Red
- The Jazz Singer (1980) como Leo
- Profesor a mi medida (1981) como Sam Schlotzman
- Just Before Dawn (1981) como Ty
- Paternity (1981) como Guía turístico
- Echoes (1982) como Sid Berman
- Campamento de verano (1983) como Mel